# 封琳
封琳（5世纪？—519年），字彦宝，北魏勃海郡蓨县人，封鑒長子，封回之兄。
魏献文帝末年，担任中書博士。魏孝文帝初年，魏军南征，封琳出任参鎮南軍事。後来担任河南七州大使。归朝，任中书侍郎，与南平王冯诞議論律令制定。升任太尉長史，转司宗下大夫，有长者之称。行東兗州事。改定百官后，担任司空長史。出任立忠将軍、南青州刺史，兼散騎常侍、持節、西道大使。召還为太中大夫，转广平郡内史。魏宣武帝末年、担任後将軍、夏州刺史。召還洛阳，担任安東将軍、光禄大夫。神龟二年（519年）去世。追贈使持節、撫軍将軍、相州刺史。

## 子
- 封元称，早逝
- 封子盛，早逝
- 封子施，東魏武定末年，担任沛郡太守